# Grande inseguimento in slitta
Il grande inseguimento in slitta (in tedesco Die große Schlittenfahrt, detto anche grande caccia nella laguna dei Curi o grande inseguimento nella laguna della Vistola), fu un'operazione militare condotta dal principe-elettore Federico Guglielmo I di Brandeburgo nella laguna della Vistola e nella laguna dei Curi, nell'ambito della guerra di Scania. Con tale atto l'elettore di Brandeburgo si pose all'inseguimento delle forze armate svedesi per ricacciarle fuori dai confini del proprio stato dopo che queste l'avevano invaso nuovamente nell'inverno del 1678.

## Antefatto

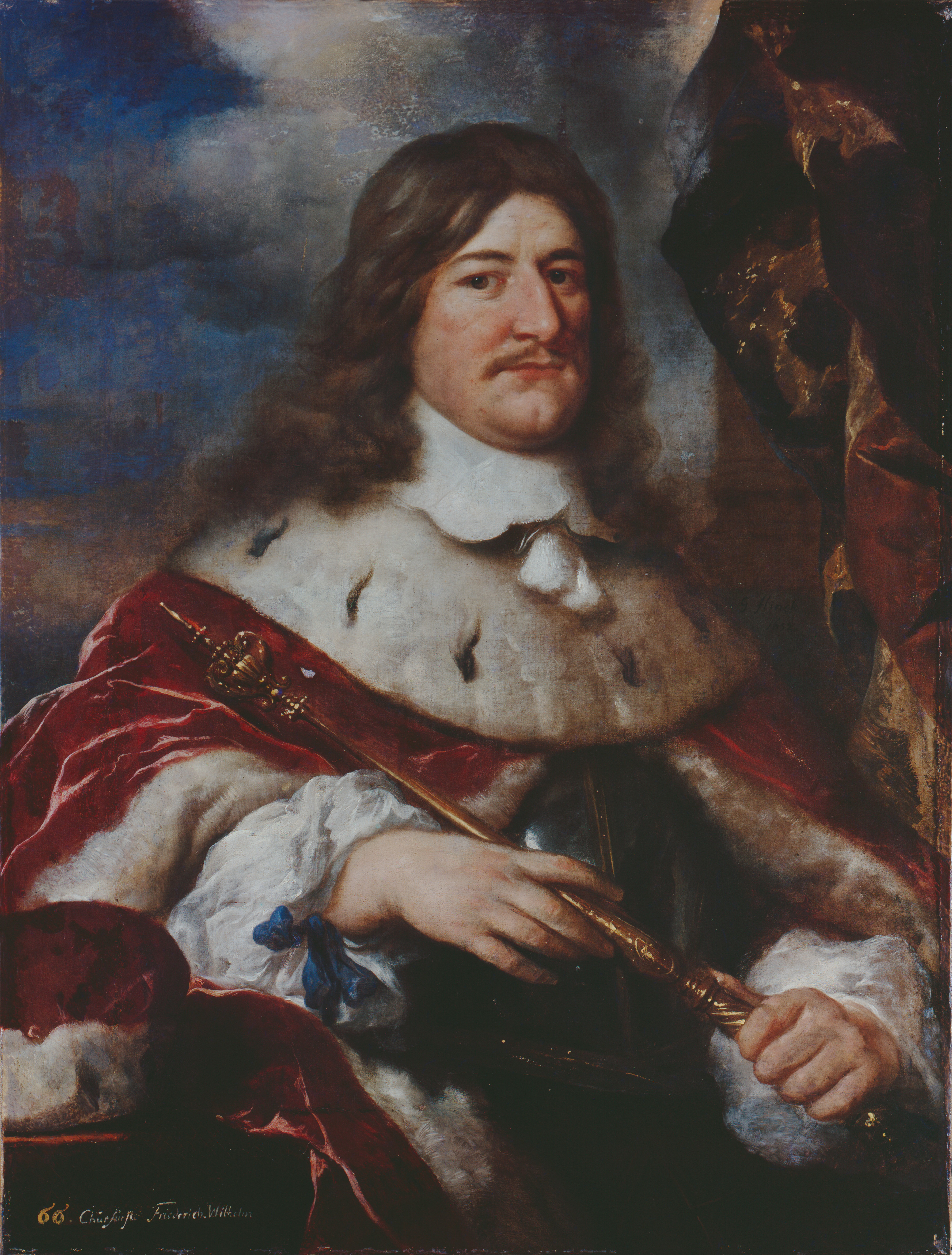
Il principe-elettore Federico Guglielmo I di Brandeburgo, per due volte vincitore degli svedesi nei territori del suo principato

Federico Guglielmo aveva in precedenza sconfitto gli svedesi e li aveva ricacciati fuori dal Brandeburgo dopo la battaglia di Fehrbellin ed ora si trovava a dover fronteggiare un'ulteriore incursione punitiva degli svedesi nei suoi territori. Il generale svedese Henrik Horn aveva infatti invaso la Prussia orientale con un contingente di 16 000 uomini nel novembre 1678, proseguendo attraverso la Curlandia ed occupando tutte le fortezze militari dell'area sino a minacciare la città prussiana di Königsberg.
Il grosso dell'esercito brandeburghese era stato recentemente impegnato nell'assedio della città portuale di Stralsund sulla costa del Mar Baltico ad ovest, e pertanto Federico Guglielmo marciò col suo esercito verso il villaggio di Preußisch Holland e si scontrò con le forze svedesi che occupavano la cittadina. L'intenzione degli svedesi era quella di annettere i territori della Confederazione polacco-lituana, operazione alla quale si sarebbe volentieri opposto anche il re polacco Giovanni Sobieski, ma questi si trovava al momento impegnato col suo esercito nella guerra contro i turchi.
Gli svedesi, avendo già subito la pesante sconfitta della battaglia di Fehrbellin qualche anno prima, si mostrarono però piuttosto esitanti a scontrarsi ancora una volta con le armate di Federico Guglielmo e decisero pertanto di ritirarsi verso la costa per raggiungere la Svezia, avendo già raggiunto nella loro ottica lo scopo per cui erano partiti, ovvero razziare la provincia.

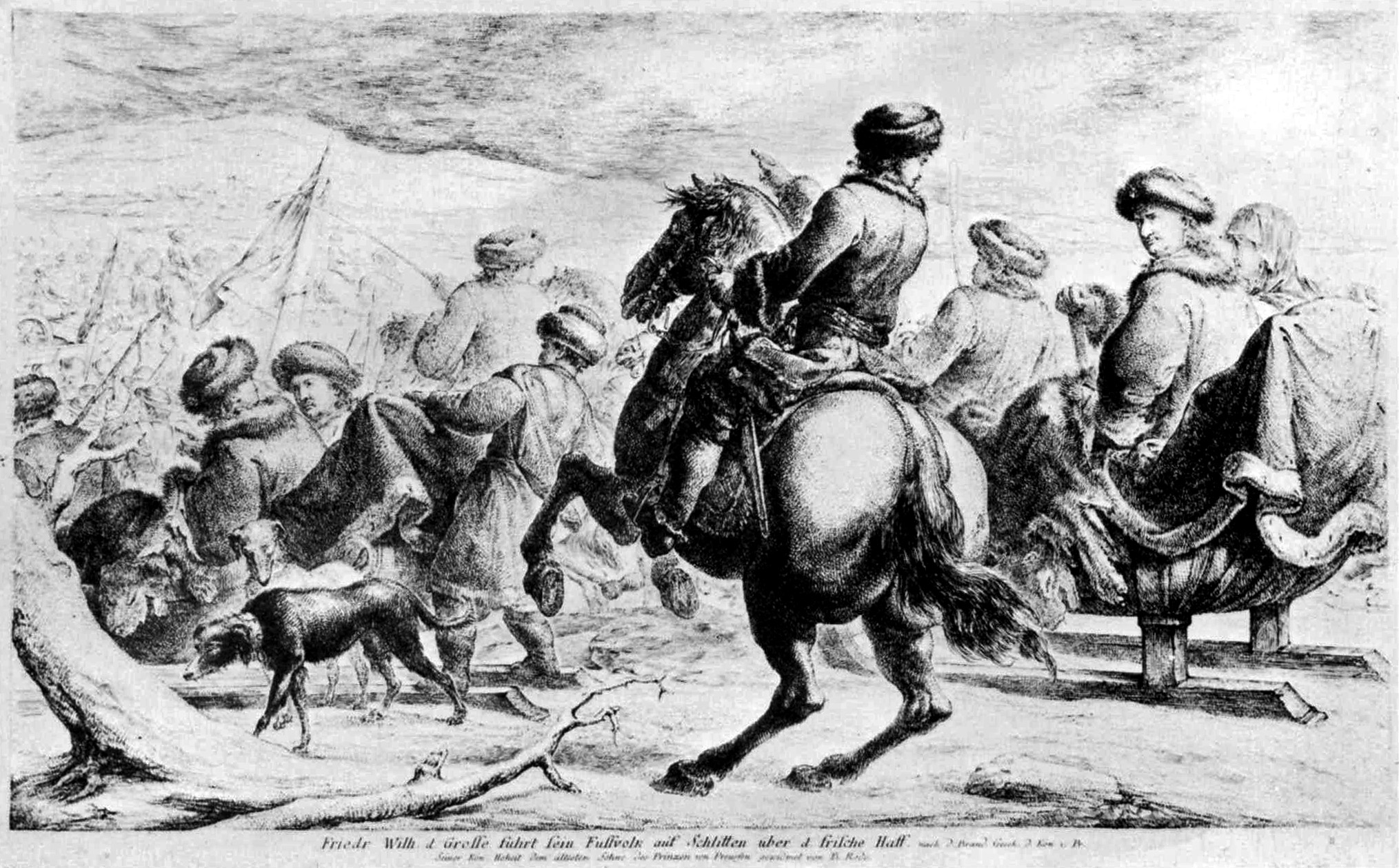
Incisione di Bernhard Rode, c. 1783

## L'inseguimento

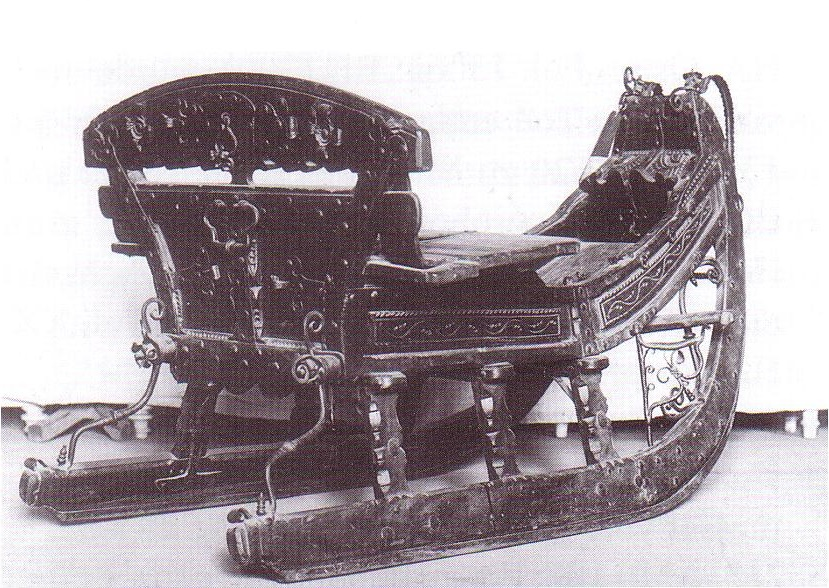
La slitta del "grande elettore" utilizzata nel suo grande inseguimento degli svedesi, esposta al Prussia-Museum di Königsberg.

Gran parte dei comandanti brandeburghesi aveva adottato un atteggiamento comprensivo nei confronti degli svedesi, preferendo liberarsi di loro senza inseguirli per non infierire ulteriormente, ma Federico Guglielmo si dimostrò particolarmente aggressivo contro il nemico per dargli una lezione che difficilmente avrebbe dimenticato. Per guadagnare tempo e percorrere più velocemente il percorso necessario per raggiungere le truppe nemiche, Federico Guglielmo decise di caricare i suoi 9000 uomini e i relativi 30 pezzi d'artiglieria su delle slitte e di sfruttare il fatto che la laguna della Vistola fosse ghiacciata per superare più agevolmente le problematiche di un esercito in marcia su un terreno non facile. Così facendo, senza saperlo, Federico Guglielmo fu il precursore di quella che secoli dopo diventerà la fanteria motorizzata.
Il 26 gennaio 1679, le truppe brandeburghesi raggiunsero Königsberg e dopo una giornata di riposo presso il castello di Labiau, le truppe ripresero il loro viaggio attraverso la laguna dei Curi (anch'essa ghiacciata) e verso il villaggio di Gilge che venne raggiunto il 29 gennaio successivo.
In breve tempo, Federico Guglielmo e le sue truppe raggiunsero gli svedesi, riuscendo ad impedire loro di ritirarsi verso la costa per rifornirsi o fuggire.

## Conseguenze
Le forze brandeburghesi riuscirono a raggiungere Memel tagliando ogni possibile via di fuga agli svedesi. Anche se le forze del Brandeburgo non riuscirono mai ad ingaggiare battaglia direttamente in campo aperto come avrebbe voluto il principe-elettore, molti svedesi morirono nel corso della fuga, in gran parte di ipotermia e di fame per la mancanza di rifornimenti; il risultato fu la più completa distruzione dell'esercito svedese sul suolo europeo. Questa vittoria cementò la già popolare fama di Federico Guglielmo come grande stratega militare.